# Mannschaftskader der polnischen Mannschaftsmeisterschaft im Schach 1961
Die Liste der Mannschaftskader der polnischen Mannschaftsmeisterschaft im Schach 1961 enthält alle Spieler, die in der Endrunde der polnischen Mannschaftsmeisterschaft im Schach 1961 mindestens einmal eingesetzt wurden, mit ihren Einzelergebnissen.

## Allgemeines
Während Hetman Wrocław in allen Wettkämpfen die gleichen acht Spieler einsetzte, spielten bei AZS Kraków, Start Katowice und KKSz WDK Kraków je zwölf Spieler mindestens eine Partie. Insgesamt kamen 126 Spieler zum Einsatz, von denen 61 keinen Wettkampf versäumten. Punktbester Spieler war Andrzej Adamski (Legion Warszawa) mit 10 Punkten aus 11 Partien. Bogdan Olejarczyk (Maraton Warszawa) erreichte 9,5 Punkte aus 11 Partien, je 8,5 Punkte aus 11 Partien erzielten Danuta Samolewicz (Pogoń Wrocław) und Leszek Chrzanowski (Hetman Wrocław). Kein Spieler erreichte 100 %, das prozentual beste Ergebnis gelang ebenfalls Adamski.

## Legende
Die nachstehenden Tabellen enthalten folgende Informationen:
- Nr.: Ranglistennummer; ein zusätzliches „J“ bezeichnet Jugendliche, ein zusätzliches „W“ Frauen
- Pkt.: Anzahl der erreichten Punkte
- Partien: Anzahl der gespielten Partien

## WKSz Legion Warszawa
| Nr. | Name                  | Pkt. | Partien |
| --- | --------------------- | ---- | ------- |
| 1   | Andrzej Filipowicz    | 5,5  | 11      |
| 2   | Janusz Szukszta       | 7,5  | 11      |
| 3   | Andrzej Pytlakowski   | 6,5  | 11      |
| 4   | Stanisław Gawlikowski | 6,5  | 11      |
| 5   | Andrzej Adamski       | 10   | 11      |
| 6   | Natan Borowski        | 4,5  | 7       |
| 7   | Rafał Marszałek       | 3,5  | 4       |
| J1  | Jan Adamski           | 6    | 7       |
| J2  | Antoni Zieliński      | 2    | 4       |
| W1  | Mirosława Litmanowicz | 3,5  | 8       |
| W2  | Jolanta Szota         | 2,5  | 3       |

## KKS Hetman Wrocław
| Nr. | Name                 | Pkt. | Partien |
| --- | -------------------- | ---- | ------- |
| 1   | Zbigniew Doda        | 7,5  | 11      |
| 2   | Czesław Błaszczak    | 5    | 11      |
| 3   | Stefan Witkowski     | 6    | 11      |
| 4   | Zbigniew Terlecki    | 6,5  | 11      |
| 5   | Leszek Chrzanowski   | 8,5  | 11      |
| 6   | Stanisław Ćwiąkała   | 8    | 11      |
| J1  | Zdzisław Kwaśniewski | 6,5  | 11      |
| W1  | Henryka Jochelson    | 4,5  | 11      |

## AZS Kraków
| Nr. | Name                   | Pkt. | Partien |
| --- | ---------------------- | ---- | ------- |
| 1   | Jerzy Kostro           | 7,5  | 10      |
| 2   | Marek Galewicz         | 7    | 10      |
| 3   | Bronisław Marciszewski | 2,5  | 7       |
| 4   | Ryszard Czermiński     | 6,5  | 11      |
| 5   | Włodzimierz Jurkiewicz | 1    | 3       |
| 6   | Andrzej Trzeszczkowski | 7    | 10      |
| 7   | Andrzej Karaś          | 4,5  | 8       |
| 8   | Kazimierz Wojtasiewicz | 3,5  | 7       |
| J1  | Mieczysław Gąsior      | 0,5  | 2       |
| J2  | Stanisław Biały        | 2,5  | 7       |
| J3  | T.Pawlak               | 0    | 2       |
| W1  | Henryka Konarkowska    | 7    | 11      |

## KS Start Katowice
| Nr. | Name                   | Pkt. | Partien |
| --- | ---------------------- | ---- | ------- |
| 1   | Józef Gromek           | 5    | 11      |
| 2   | Adam Dzięciołowski     | 4,5  | 10      |
| 3   | Edward Nahlik          | 3,5  | 6       |
| 4   | Stanisław Kornasiewicz | 6,5  | 11      |
| 5   | Marek Szpakowski       | 5,5  | 10      |
| 6   | Zbigniew Radzikowski   | 0    | 2       |
| 7   | Alojzy Przybyszewski   | 5    | 8       |
| 8   | Egon Tomanek           | 3    | 5       |
| 9   | Jerzy Pilot            | 1    | 3       |
| J1  | Antoni Sieroń          | 7    | 11      |
| W1  | Krystyna Radzikowska   | 5    | 8       |
| W2  | Aleksandra Szpakowska  | 1    | 3       |

## KKSz WDK Kraków
| Nr. | Name               | Pkt. | Partien |
| --- | ------------------ | ---- | ------- |
| 1   | Bogdan Śliwa       | 4,5  | 10      |
| 2   | Edward Arłamowski  | 4,5  | 10      |
| 3   | Edward Knapczyk    | 0,5  | 2       |
| 4   | Tadeusz Ciejka     | 3    | 4       |
| 5   | Czesław Wesołowski | 5,5  | 10      |
| 6   | Kazimierz Woźniak  | 3    | 8       |
| 7   | Kazimierz Gdański  | 5,5  | 8       |
| 8   | Orest Słobodzian   | 4,5  | 7       |
| 9   | Jacek Ruszczycki   | 2    | 7       |
| J1  | Czesław Jędrzejek  | 5,5  | 9       |
| J2  | K.Mykietyn         | 0,5  | 2       |
| W1  | Anna Jurczyńska    | 8    | 11      |

## KKS KS Maraton Warszawa
| Nr. | Name                  | Pkt. | Partien |
| --- | --------------------- | ---- | ------- |
| 1   | Kazimierz Plater      | 5,5  | 11      |
| 2   | Romuald Grąbczewski   | 6    | 11      |
| 3   | Andrzej Sydor         | 0,5  | 1       |
| 4   | Wojciech Zabierzański | 6    | 11      |
| 5   | J.Załęski             | 5    | 11      |
| 6   | Tadeusz Dworak        | 2    | 7       |
| 7   | Janusz Ziemacki       | 0    | 2       |
| 8   | Marian Filipek        | 0,5  | 2       |
| 9   | Andrzej Klechniowski  | 6,5  | 10      |
| J1  | Bogdan Olejarczyk     | 9,5  | 11      |
| W1  | Romana Sobolewska     | 5    | 11      |

## LKS Pogoń Wrocław
| Nr. | Name                  | Pkt. | Partien |
| --- | --------------------- | ---- | ------- |
| 1   | Władysław Pojedziniec | 6,5  | 11      |
| 2   | Ryszard Pędziński     | 5    | 11      |
| 3   | Ryszard Wyganowski    | 4    | 11      |
| 4   | Michał Kowalski       | 5,5  | 10      |
| 5   | Władysław Rudak       | 2,5  | 7       |
| 6   | Erwin Tiberger        | 6,5  | 11      |
| 7   | Jerzy Koszarski       | 0    | 2       |
| 8   | Witold Krawiec        | 2    | 3       |
| J1  | Marian Kwieciński     | 6    | 11      |
| W1  | Danuta Samolewicz     | 8,5  | 11      |

## MZKS Pocztowiec Poznań
| Nr. | Name                | Pkt. | Partien |
| --- | ------------------- | ---- | ------- |
| 1   | Włodzimierz Schmidt | 4,5  | 6       |
| 2   | Marek Karpiński     | 5,5  | 11      |
| 3   | Adam Mięsowicz      | 5    | 11      |
| 4   | Przemysław Ereński  | 5,5  | 10      |
| 5   | Lech Tarkowski      | 4,5  | 11      |
| 6   | Zbigniew Czajka     | 5    | 11      |
| 7   | Lechosław Nochelski | 1    | 3       |
| 8   | Damian Koralewski   | 0    | 2       |
| J1  | Maria Cholewo       | 3    | 11      |
| W1  | Józefa Małolepsza   | 5    | 11      |

## AKS Chorzow
| Nr. | Name                   | Pkt. | Partien |
| --- | ---------------------- | ---- | ------- |
| 1   | Ryszard Drozd          | 5,5  | 11      |
| 2   | Zygmunt Gabryś         | 4,5  | 11      |
| 3   | Henryk Fabian          | 6,5  | 11      |
| 4   | Stefan Kempa           | 7    | 8       |
| 5   | Kazimierz Marciszewski | 0    | 5       |
| 6   | Jerzy Dybała           | 3    | 7       |
| 7   | Czesław Leśnik         | 6    | 11      |
| 8   | Józef Wilczek          | 1,5  | 2       |
| J1  | Jerzy Krempa           | 1,5  | 11      |
| W1  | Krystyna Korzuch       | 3    | 11      |

## SKS Start Łódź
| Nr. | Name                | Pkt. | Partien |
| --- | ------------------- | ---- | ------- |
| 2   | Witold Balcerowski  | 5,5  | 10      |
| 3   | Jan Gadaliński      | 6,5  | 11      |
| 4   | Andrzej Karnkowski  | 1    | 3       |
| 5   | Tadeusz Żółtek      | 5    | 11      |
| 6   | M.Radziejewski      | 4,5  | 11      |
| 7   | Krzysztof Rembowski | 3    | 11      |
| J1  | Marek Fijałkowski   | 6    | 11      |
| W1  | Róża Herman         | 4    | 7       |
| W2  | Wanda Kaczorowska   | 2,5  | 4       |

## KKS Lech Poznań
| Nr. | Name                | Pkt. | Partien |
| --- | ------------------- | ---- | ------- |
| 1   | Bogdan Pietrusiak   | 6,5  | 11      |
| 2   | Marian Nowacki      | 5    | 11      |
| 3   | Bolesław Rożański   | 5,5  | 11      |
| 4   | Konrad Karwecki     | 4    | 11      |
| 5   | Bronisław Stróżniak | 0    | 2       |
| 6   | Bolesław Zborowski  | 0    | 2       |
| 7   | Michał Zieliński    | 4,5  | 11      |
| 8   | Zbigniew Skweres    | 3    | 7       |
| J1  | Jan Bielawny        | 2,5  | 5       |
| J2  | Ryszard Bernard     | 3    | 6       |
| W1  | Urszula Larek       | 0,5  | 11      |

## RKS Ursus Warszawa
| Nr. | Name              | Pkt. | Partien |
| --- | ----------------- | ---- | ------- |
| 1   | Michał Skipietrow | 3    | 11      |
| 2   | Bogdan Kusiński   | 4,5  | 11      |
| 3   | Stefan Leśniak    | 4,5  | 10      |
| 4   | J.Olszewski       | 2,5  | 11      |
| 5   | Leszek Adasiak    | 3    | 11      |
| 6   | Piotr Mossakowski | 3,5  | 10      |
| 7   | Januszko          | 0    | 1       |
| 8   | E. Kowalski       | 0    | 1       |
| J1  | M. Kowalski       | 4    | 11      |
| W1  | Elżbieta Kowalska | 6    | 11      |